# Albena Denkowa
Albena Denkowa (bulgarisch Албена Денкова; * 3. Dezember 1974 in Sofia) ist eine ehemalige bulgarische Eiskunstläuferin, die im Eistanz startete.

## Eiskunstlaufkarriere
Denkowa war zunächst Turnerin und wechselte im Alter von 8 Jahren zum Eiskunstlaufen. Ihr erster Eistanzpartner war Hristo Nikolow. Ab 1996 lief sie zusammen mit Maxim Stawiski, der die bulgarische Staatsbürgerschaft annahm.

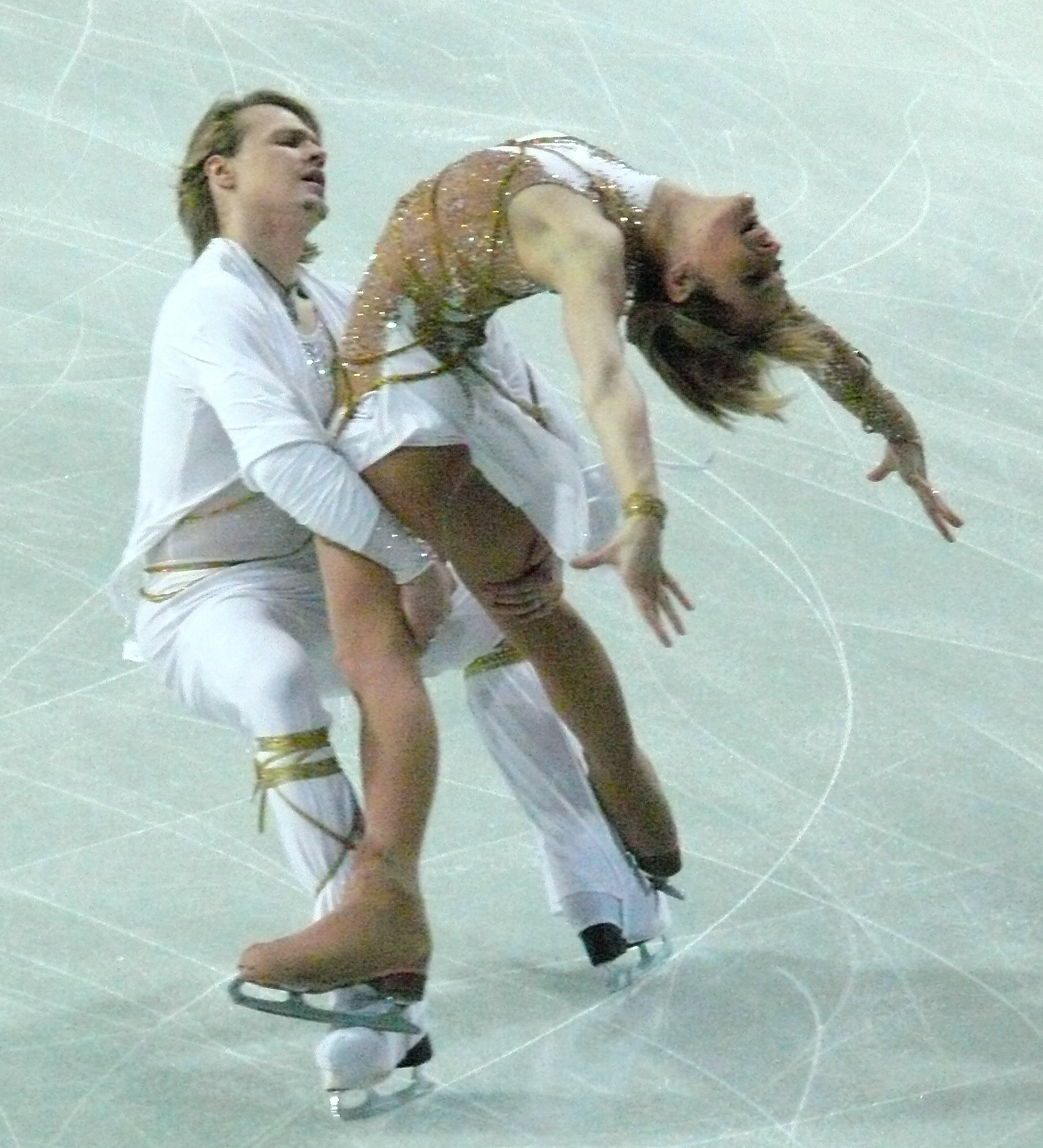
Stawiski und Denkowa bei der Europameisterschaft 2007 in Warschau

1997 debütierten Denkowa und Stawiski bereits bei Welt- und Europameisterschaften. Ab dem Jahr 2000 teilten sie ihre Trainingszeit zwischen Sofia und Odinzowo auf. In Odinzowo arbeiteten sie mit Alexander Gorschkow und dem Choreografen Sergei Petuchow zusammen. Eine Lungenentzündung bei Stawiski verhinderte die Teilnahme an der Europameisterschaft 2000. Bei der Weltmeisterschaft wenig später wurde Denkowa von Peter Tschernyschews Schlittschuh das Bein aufgeschlitzt und zwei Sehnen wie auch ein Muskel durchtrennt. Nachdem Denkowa nachfragen ließ, ob Tschernyschews Versicherung für den Schaden aufkommen könnte, wurden sie vom Grand-Prix-Wettbewerb Skate America ausgeladen. 2001 hatten beide vor der Europameisterschaft mit einer Grippe zu kämpfen, außerdem schwoll Denkowas Bein wegen der erlittenen Verletzung im Vorjahr wieder an. Dennoch erreichten sie mit dem achten Platz ihr bis dahin bestes Resultat bei einer internationalen Meisterschaft. Ihre ersten Medaillen gewannen sie im Jahr 2003, als sie in Malmö Vize-Europameister und in Washington WM-Dritte wurden. Es waren die ersten Medaillen für Bulgarien bei Welt- und Europameisterschaften im Eiskunstlauf. 2004 gewannen Stawiski und Denkowa bei der Europameisterschaft in Budapest erneut die Silbermedaille und wurden in Dortmund Vize-Weltmeister. Zuvor hatten sie bereits mit Siegen bei Skate Canada, der NHK Trophy und der Trophée Lalique alle ihre Grand-Prix-Wettbewerbe gewonnen und waren beim Grand-Prix-Finale Zweite geworden.
Nach dem fünften Platz bei der Weltmeisterschaft 2005 beendeten Stawiski und Denkowa die Zusammenarbeit mit Gorschkow und gingen nach Delaware, um bei Natalja Linitschuk und Gennadi Karponossow zu trainieren. 2006 wurden sie in Calgary Weltmeister. 2007 gewannen sie die Bronzemedaille bei der Europameisterschaft und verteidigten ihren Weltmeisterschaftstitel in Tokio. Zuvor hatten sie nach Siegen bei Skate America und der Trophée Eric Bompard erstmals das Grand-Prix-Finale gewonnen. Nach der Saison beendeten sie aufgrund einer Anklage gegen Stawiski wegen eines von ihm verursachten Autounfalls, bei dem ein Mann ums Leben kam und eine Frau im Koma verblieb, ihre Karriere.
Ein Medaillengewinn bei den Olympischen Spielen gelang ihnen nicht. 1998 wurden sie 18., 2002 Siebte und 2006 Fünfte.
Denkowa und Stawiski arbeiteten 2009 als Choreografen für Brian Joubert. Das Paar hat eine Eiskunstlaufschule in Sofia.

## Persönliches
Denkowa und Stawiski sind seit 2007 verlobt. 2011 kam ihr gemeinsamer Sohn zur Welt.
Denkowa studierte Wirtschaft an der Universität von Sofia. Ihre jüngere Schwester Ina Demirewa, die mit dem russischen Eiskunstläufer Andrei Lutai verheiratet ist, versuchte sich ebenfalls im Eistanz.

## Ergebnisse

### Eistanz

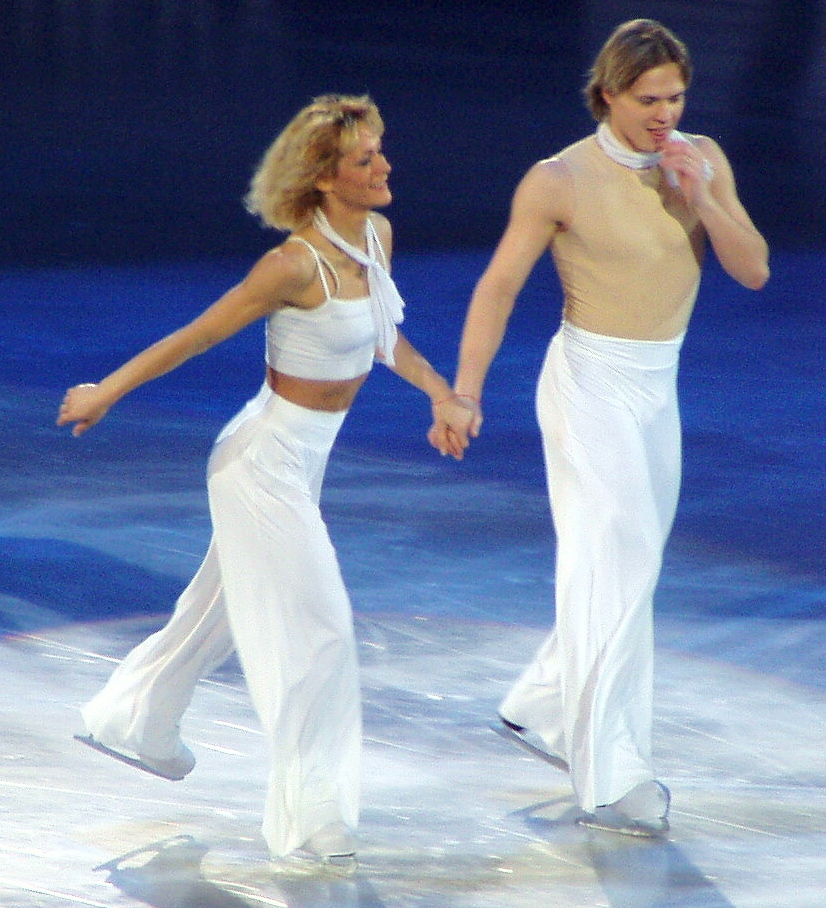
Stawiski und Denkowa bei der Weltmeisterschaft 2004 in Dortmund

(mit Maxim Stawiski)
| Meisterschaft / Jahr           | 1997  | 1998  | 1999  | 2000  | 2001  | 2002  | 2003  | 2004  | 2005  | 2006  | 2007  |
| ------------------------------ | ----- | ----- | ----- | ----- | ----- | ----- | ----- | ----- | ----- | ----- | ----- |
| Olympische Winterspiele        |       | 18.   |       |       |       | 7.    |       |       |       | 5.    |       |
| Weltmeisterschaften            | 19.   | 17.   | 11.   | Z     | 10.   | 5.    | 3.    | 2.    | 5.    | 1.    | 1.    |
| Europameisterschaften          | 17.   | 16.   | 9.    | Z     | 8.    | 6.    | 2.    | 2.    | Z     |       | 3.    |
| Bulgarische Meisterschaften    | 1.    | 1.    | 1.    | 1.    | 1.    | 1.    | 1.    | 1.    | 1.    | 1.    | 1.    |
| –                              |       |       |       |       |       |       |       |       |       |       |       |
| Grand-Prix-Wettbewerb / Saison | 96/97 | 97/98 | 98/99 | 99/00 | 00/01 | 01/02 | 02/03 | 03/04 | 04/05 | 05/06 | 06/07 |
| Grand-Prix-Finale              |       |       |       |       |       |       | 3.    | 2.    | 3.    |       | 1.    |
| Skate America                  |       |       |       |       |       |       |       |       |       |       | 1.    |
| Skate Canada                   |       |       | 5.    |       |       | 4.    | 4.    | 2.    | 1.    |       |       |
| Cup of Russia                  |       |       |       |       | 5.    |       | 3.    |       |       |       |       |
| NHK Trophy                     |       |       |       | 6.    |       | 3.    |       | 1.    | 1.    | 2.    |       |
| Trophée Eric Bompard           |       |       |       |       |       | 4.    |       | 1.    | 2.    |       | 1.    |
| Bofrost Cup                    |       |       | 6.    | 3.    |       |       | 1.    |       | 1.    |       |       |

Z = Zurückgezogen bin